# Сребриново
Сребриново е почти обезлюдено село в Южна България. Бивша махала на село Поибрене. До 1934 година името му е Сърбиново. То се намира в община Панагюрище, област Пазарджик.

## Географско положение
Намира се в северозападната част на Пазарджишка област на 59 километра източно от София, на 24 километра от Панагюрище и на 65 километра от Пазарджик. Село Сребриново е разположено на границата между Същинска Панагюрска и Ихтиманска Средна гора, на левия бряг на р. Тополница. Обградено е от всякъде с хълмове и възвишения, обрасли в миналото с вековни и непроходими гори, а сега възстановени и подмладени дъбови, борови и смесени гори. През 1948 година започва строителството на язовир „Тополница“, който се намира на около 5 километра от селото.

## История
От 1900 г. се води като самостоятелно селище – махала Сърбиново. Името ѝ произлиза според преданието от заселници сърби, участвали в отрядите на Владислав Варненчик в сражението в околностите на Поибрене през есента на 1443 г. срещу войските на султан Мурад II. Другото предание е, че заселниците на махалата са дошли от Западна България – Пиротско и били наричани сърби. Първият заселник на махалата е дядо Чомпол (по предание от стари хора), който си направил колиба в местността „Дядов Станчов егрек“ на брега там, където сега се намира моста над река Тополница, след което се преместил по-нагоре и основал махалата. За далечното минало на село Поибрене и прилежащите към него махали (в това число и с. Сребриново) регистър от 1576 г. не ни дава сведение за съществуването на селото, като са посочени околните села около него: Белица, Мечка (Оборище), Петрѝч и Панагюрище. Най-вероятно този пропуск се дължи на това, че селото заедно с махалите били отдалечени и затънтени в непроходими гори. Защото има и такова предание, че турците не са знаели за неговото съществуване 200 години след завоеванието на България. За първи път с. Поибрене се съобщава в турски документ от 1635 г. Данните показват за наличие на чисто българско население.
По време на османската власт махала Сърбиново (сега село Сребриново) както и село Поибрене и останалите махали на селото са с войнугански статут – не плащат данъци към хазната, но в замяна на това имат задължението да охраняват прохода. Така наречените дервентжии – население натоварено със специални задължения по охраната на планинските проходи от разбойнически нападения. Организирани са във военна структура със своя символика и знамена. По-късно, поради привилегиите, в тези селища се заселват много българи пришълци от други населени места, което налага ограничаване на дервентджийските привилегии само до онези родове от коренното население, които по традиция са изпълнявали тези функции. В селото и махалите не е замръквал турчин, а легендата казва, че ако е замръквал, не е осъмвал.
Около село Поибрене освен махала Сърбиново (с. Сребриново) възникват още 17 махали, охранявани от войводата Дончо Ватах. Четници от селото заемат главна роля в Априлското въстание. Друг прочут войвода подвизавал се по тези места бил роденият в село Поибрене Балчо войвода. Като секбан башия той бил натоварен да охранява турската хазна, пренасяна по долината на Тополница, идваща от Мизия за Пловдив и Цариград. Често пъти той обирал парите и ги раздавал на бедното население. Жестоко наказвал проявили се турски разбойници и изедници. Балчо войвода използвал своето служебно положение и избивал турските разбойници из Средногорието, за което е издадена султанска заповед за неговото залавяне под № 206\14.Х.1689 г.

## Културни и природни забележителности
В миналото на 1 км от селото на левия бряг на р. Тополница срещу Огрипката, до устието на Сърбински дол е съществувала Чомпаловата воденица. Тя е била с 6 витла, собственост на братя Чомпалови и Боеви.

## Население
През 1913 г. махалата е населявана от 32 семейства с 276 деца, средно по 9 деца в семейство. Масовото изселване започва след образуването на ТКЗС. Към 2011 г. постоянно живеещите в селото са около 14 души. През лятото селото става доста оживено, защото идват много семейства от София, Пазарджик и Панагюрище, които ползват вилите си за почивка.
Етническият състав на населението е 100% българи. В селото никога не са живели хора от други етноси освен българи.
Кореняшки родове са следните: Чомпалови (от тях е първият заселник на селото), Пашови, Бодурови, Блъскови, Глухарови, Григорови, Зяпкови, Коруджиеви, Куреви (носят този прякор от човек в рода, който се хвалел, че може да пренесе на члена си през реката цяла глинена делва с дръжка отгоре с мляко), Мурджови, Петришки.
По време на османската власт увеличаването на българското население е ставало по два начина, чрез естествения прираст и преселническите движения. Средногорският край и конкретно махала Сърбиново, въпреки че е бил много затънтен и планински, е привличал много преселници преди всичко от Софийско и някои полски села, които страдали много от гнета на турците и особено от кърджалийските банди. Затънтено сред непроходими гори, далеч от главни пътища и компактно турско население, войнишкия му статут, всичко това създавало условия за по-сносен и спокоен живот в онова тежко и несигурно време. По това време са дошли много преселници от Югозападните предели на България, Пиротско, с. Герман (Софийско), с. Белица (Ихтиманско).
Численост на населението според преброяванията през годините:
| Година на преброяване | Численост |
| --------------------- | --------- |
| 1900                  | 221       |
| 1910                  | 301       |

| \| Година на преброяване \| Численост \| \| --------------------- \| --------- \| \| 1934 \| 435 \| \| 1946 \| 483 \| \| 1956 \| 348 \| \| 1965 \| 202 \| \| 1975 \| 82 \| \| 1985 \| 50 \| \| 1992 \| 38 \| \| 2001 \| 34 \| \| 2011 \| 5 \| |           |
| Година на преброяване | Численост |
| 1934 | 435       |
| 1946 | 483       |
| 1956 | 348       |
| 1965 | 202       |
| 1975 | 82        |
| 1985 | 50        |
| 1992 | 38        |
| 2001 | 34        |
| 2011 | 5         |

### Етнически състав

#### Преброяване на населението през 2011 г.
Численост и дял на етническите групи според преброяването на населението през 2011 г.:
|                     | Численост | Дял (в %) |
| Общо                | 5         | 100       |
| Българи             | 5         | 100       |
| Турци               | –         | –         |
| Цигани              | –         | –         |
| Други               | –         | –         |
| Не се самоопределят | –         | –         |
| Неотговорили        | –         | –         |

## Редовни събития
Всяка година на Спасовден се провежда събор , прави се курбан и се раздава за здраве. Идват много гости от различни краища на България. 

## Други
Ежедневно има автобус по маршрута София – Панагюрище, минаващ през с. Сребриново.